# Костевичи (Минская область)
Ко́стевичи (бел. Ко́сцевічы) — деревня в составе Боровского сельсовета Дзержинского района Минской области Беларуси. Деревня расположена в 6 километрах от Дзержинска, 40 километрах от Минска и 8 километрах от железнодорожной станции Койданово.

## Название
Топонимы Костени́, Костенёв, Ко́стевичи, Костеёво, Костене́вичи, Костенёво, Костеши́ образованы от фамилий Костевич, Костеев, Костеневич и других.

## История
Известна в Великом княжестве Литовском с конца XVII века. В 1620 году деревня в составе Койдановского графства Минского повета, владение Радзивиллов. После второго раздела Речи Посполитой (1793 год) в составе Российской империи. В 1800 году — 8 дворов, 44 жителя.
Во 2-й половине XIX—начале XX века принадлежала  помещику П. Артынскому, деревня находилась в Койдановской волости Минского уезда Минской губернии. В 1858 году проживал 61 житель мужского пола. В 1897 году, по данным первой всероссийской переписи в Костевичах — 7 дворов, 52 жителя, в одноимённых фольварках — 3 двора, 18 жителей, принадлежали Батрашевичам и Босаревским. В 1917 году насчитывается 18 хозяйств, проживают 107 жителей, в фольварке 2 двора, 12 жителей.
С 20 августа 1924 года в составе Боровского сельсовета (который с 23 марта 1932 года по 14 мая 1936 года являлся национальным польским сельсоветом) Койдановского района (с 29 июня 1932 года — Дзержинского) Минского округа, с 20 февраля 1938 года — в составе Минской области, с 31 июля 1937 года по 4 февраля 1939 года в составе Минского района. В годы коллективизации был создан колхоз. В 1926 году, по данным первой всесоюзной переписи, в деревне насчитывались 42 двора, проживали 225 жителей. Во время коллективизации организован колхоз «Красный партизан». 
Во время Великой Отечественной войны с 28 июня 1941 года по 6 июля 1944 года Костевичи были оккупированы немецко-фашистскими захватчиками, на фронте погибли 9 сельчан. В 1960 году — 153 жителя, входила в колхоз им. Горького. В 1991 году — 33 хозяйства, 75 жителей. В 2009 года в составе ОАО «Боровое-2003», ранее работала начальная школа и продовольственный магазин.

## Население
| Численность населения (по годам) | Численность населения (по годам) | Численность населения (по годам) | Численность населения (по годам) | Численность населения (по годам) | Численность населения (по годам) | Численность населения (по годам) | Численность населения (по годам) | Численность населения (по годам) |
| 1800                             | 1858                             | 1897                             | 1909                             | 1917                             | 1926                             | 1960                             | 1991                             | 1996                             |
| -------------------------------- | -------------------------------- | -------------------------------- | -------------------------------- | -------------------------------- | -------------------------------- | -------------------------------- | -------------------------------- | -------------------------------- |
| 44                               | ↗61                              | ↗70                              | ↗75                              | ↗119                             | ↗225                             | ↘153                             | ↘75                              | ↘58                              |
| 1999                             | 2004                             | 2009                             | 2017                             | 2018                             | 2020                             | 2022                             |                                  |                                  |
| ↘55                              | ↘52                              | ↗57                              | ↘45                              | ↗50                              | ↘48                              | ↗51                              |                                  |                                  |